# Bokhtar
Bokhtar er en by i det sydlige Tadsjikistan, med et indbyggertal (pr. 2006) på cirka 85.000. Byen er hovedstad i provinsen Khatlon, og den største by i den sydlige del af landet.